# Thiacidas buchanani
Thiacidas buchanani är en fjärilsart som beskrevs av Rothschild 1921. Thiacidas buchanani ingår i släktet Thiacidas och familjen nattflyn. Inga underarter finns listade i Catalogue of Life.